# Municipio XVI

Localisation de l'ancien Municipio XVI sur la carte administrative de Rome avant 2013.

Le Municipio XVI est une ancienne subdivision administrative de Rome.

## Historique
En mars 2013, il est remplacé par le nouveau Municipio XII sur le même territoire.

## Situation
Le Municipio était constitué d'un territoire de forme allongée, s'étendant du Tibre à l'est jusqu'à la limite de la commune de Rome à l'ouest. Il était limitrophe des Municipi I et XVII à l'est, XV au sud et XVIII au nord.

## Subdivisions
Administrativement, il était divisé en sept zones urbanistiques :
- 16a - Colli Portuensi
- 16b - Buon Pastore
- 16c - Pisana
- 16d - Gianicolense
- 16e - Massimina
- 16f - Pantano di Grano
- 16x - Villa Pamphili